# Ламбово
Ла́мбово (бел. Ламбава) — деревня в составе Ковалевского сельсовета Бобруйского района Могилёвской области Республики Беларусь.

## Географическое положение
Находится в 2 км от железнодорожной станции Телуша. 

## История
Впервые упоминается в письменных источниках в XIX века, принадлежало помещикам Васьковым.
В конце 1920-х годов имение получило статус деревни.

## Население

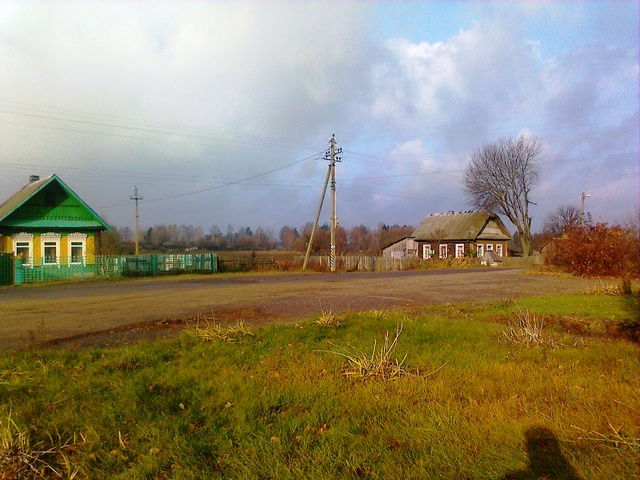

- 1999 год — 247 человек
- 2010 год — 158 человек